# Wasco-Wishram jezik
Wasco-Wishram jezik (ISO 639-3: wac), indijanski jezik u središnjem dijelu sjevernog Oregona i susjednom dijelu Washingtona kojim govore pripadnici plemena Wasco i Wishram.
Svega 69 govornika (1990 census) od 750 etničkih (1977 SIL). Pripada činučkoj porodici, velika penutska porodica. naziva se i gornjočinučkim.

## Vanjske poveznice
- Ethnologue (14th)
- Ethnologue (15th)